# Onthophagus uelensis
Onthophagus uelensis es una especie de insecto del género Onthophagus, familia Scarabaeidae, orden Coleoptera.
Fue descrita científicamente por Frey en 1960.